# Municipio de Miami (Indiana)
El municipio de Miami (en inglés: Miami Township) es un municipio ubicado en el condado de Cass en el estado estadounidense de Indiana. En el año 2010 tenía una población de 1292 habitantes y una densidad poblacional de 24,53 personas por km².

## Geografía
El municipio de Miami se encuentra ubicado en las coordenadas 40°46′32″N 86°13′11″O / 40.77556, -86.21972. Según la Oficina del Censo de los Estados Unidos, el municipio tiene una superficie total de 52.68 km², de la cual 51,47 km² corresponden a tierra firme y (2,3 %) 1,21 km² es agua.

## Demografía
Según el censo de 2010, había 1292 personas residiendo en el municipio de Miami. La densidad de población era de 24,53 hab./km². De los 1292 habitantes, el municipio de Miami estaba compuesto por el 94,97 % blancos, el 1,01 % eran afroamericanos, el 0,39 % eran amerindios, el 1,08 % eran asiáticos, el 1,47 % eran de otras razas y el 1,08 % eran de una mezcla de razas. Del total de la población el 2,79 % eran hispanos o latinos de cualquier raza.